# Залізний лицар
«Залізний лицар» (англ. Ironclad) — британсько-американський історичний бойовик режисера Джонатана Інглиша. Світова прем'єра відбулась 4 березня 2011 року.

## Сюжет
У 1215 році повсталі барони Англії, якими керував кардинал Стефан Ленгтон (Чарльз Денс), змусили короля Іоанна Безземельного підписати «Велику хартію вольностей», документ, що встановлював права і свободи як баронів, так і всіх вільних громадян. Однак, підступний король порушив своє слово і зібрав на південному узбережжі Англії армію данських найманців на чолі з Тиберіусом (Володимир Куліч) — із наміром повернути країну до попереднього тиранічного правління.
Проте на шляху жорстокого короля встав Рочестерський замок, який обороняв невеликий загін повстанців на чолі з лицарем Ордену тамплієрів Томасом Маршаллом (Джеймс Пюрфой) і бароном Олбані (Браян Кокс).

## Ролі виконали
- Джеймс Пюрфой — Томас Маршал
- Пол Джиаматті — Король Іоанн Безземельний
- Браян Кокс — Вільям Олбані
- Маккензі Крук — Маркс
- Джейсон Флемінг — Бекетт
- Дерек Джейкобі — Корнхілл
- Кейт Мара — Леді Ізабел
- Джемі Формен — Джедидайя Котерел
- Чарльз Денс — Архієпископ Стефан Ленгтон
- Різ Паррі Джонс — Вульфстан
- Володимир Куліч — Тиберіус
- Анейрін Бернард — Гай
- Брі Кондон — Агнес